# Forma binaria
La forma binaria es una manera de estructurar una pieza musical en dos secciones relacionadas entre sí que normalmente se repiten.
La forma binaria era muy popular durante el Barroco y frecuentemente se utilizaba para dar forma a movimientos de sonatas para instrumentos de teclado. También se utilizaba para obras muy cortas y de un solo movimiento.
Hacia la mitad del siglo XVIII fue dejando de utilizarse y fue siendo sustituida por la forma sonata que potenciaba el desarrollo del material musical. En donde todavía se mantiene su uso es como un tema a partir del que desarrollar variaciones. También queda incorporada grandes obras y en formas más elaboradas, como la forma sonata, en las que se mantienen ciertas estructuras propias de la forma binaria.

## Estructura
Una pieza en forma binaria se caracteriza por tener dos secciones (A y B) complementarias, con una duración aproximadamente igual. La primera sección (A) empezará en una determinada tonalidad y modula normalmente a una tonalidad próxima. Las composiciones en:
- tonalidades mayores modulan típicamente a la tonalidad de la dominante (mayor).
- tonalidades menores modulan a la tonalidad de la dominante (mayor o menor) o del relativo principal.

La segunda sección (B) empieza en la tonalidad nuevamente establecida, en donde permanece durante un periodo indefinido de tiempo. Si obstante, aunque a efectos prácticos la consideremos una "nueva tonalidad", muchas veces no se trata realmente de tal (sobre todo en el modo menor), porque no suelen aparecer todas las alteraciones necesarias. Después de una cierta actividad armónica, antes de terminar, la pieza modula otra vez hacia la tonalidad original. En las composiciones del siglo XVIII, era habitual que las dos secciones A y B estuvieran separadas por doble barra final con señales de repetición, que indicaba que tenían que ser repetidas. De modo que puede esquematizarse la forma con las letras AABB.